# Helicteres sacarolha
Helicteres sacarolha là một loài thực vật có hoa trong họ Cẩm quỳ. Loài này được A.Juss. mô tả khoa học đầu tiên năm 1828.